# Coyote Acres
Coyote Acres es un lugar designado por el censo ubicado en el condado de Jim Wells en el estado estadounidense de Texas. En el Censo de 2010 tenía una población de 508 habitantes y una densidad poblacional de 38,26 personas por km².

## Geografía
Coyote Acres se encuentra ubicado en las coordenadas 27°42′47″N 98°8′5″O / 27.71306, -98.13472. Según la Oficina del Censo de los Estados Unidos, Coyote Acres tiene una superficie total de 13.28 km², de la cual 13.28 km² corresponden a tierra firme y (0%) 0 km² es agua.

## Demografía
Según el censo de 2010, había 508 personas residiendo en Coyote Acres. La densidad de población era de 38,26 hab./km². De los 508 habitantes, Coyote Acres estaba compuesto por el 81.69% blancos, el 0.2% eran afroamericanos, el 0% eran amerindios, el 0.2% eran asiáticos, el 0% eran isleños del Pacífico, el 16.34% eran de otras razas y el 1.57% pertenecían a dos o más razas. Del total de la población el 88.19% eran hispanos o latinos de cualquier raza.